# Orschwiller
Orschwiller là một xã thuộc tỉnh Bas-Rhin trong vùng Grand Est đông bắc Pháp.

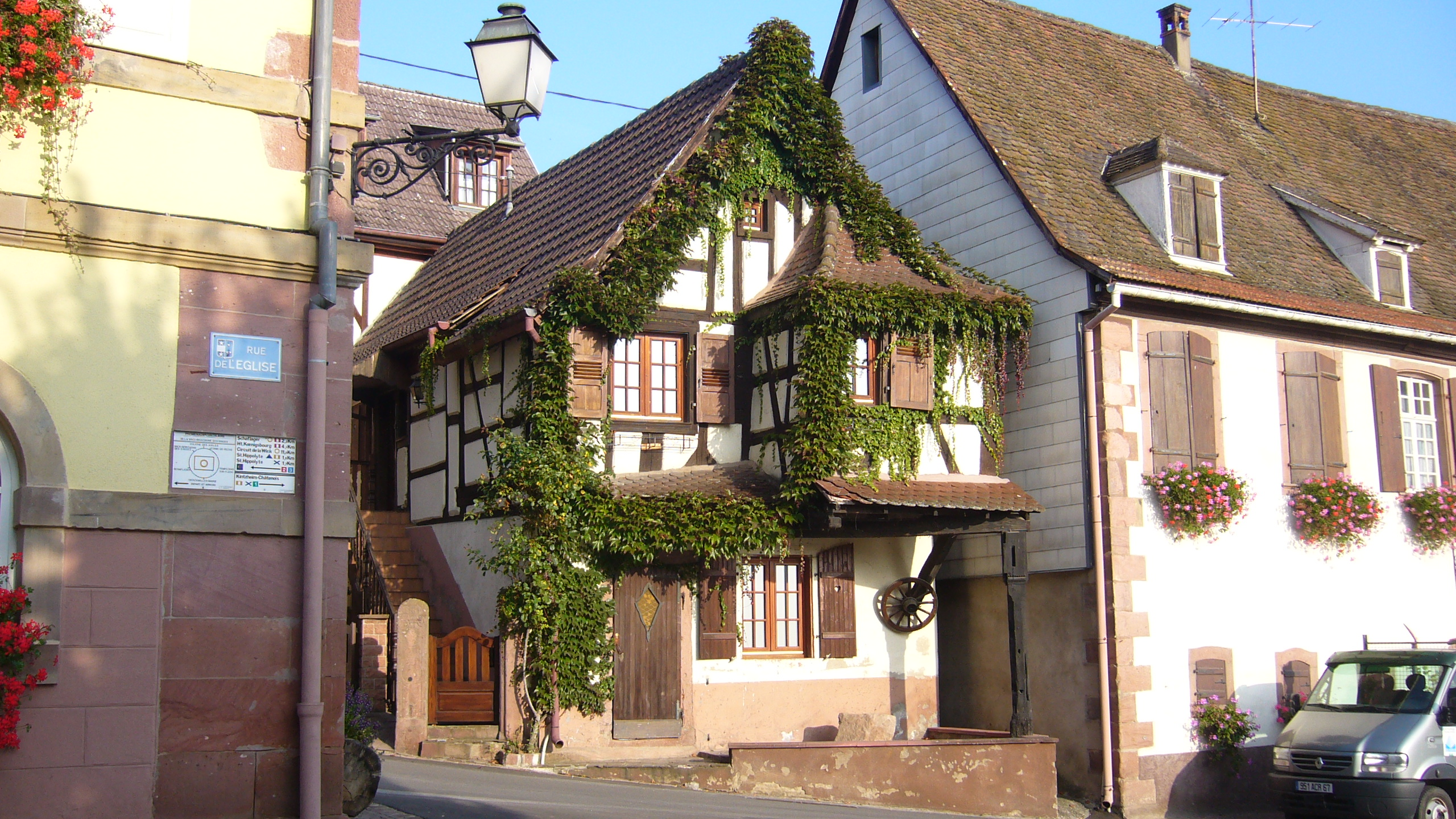
Half-timbered house in Orschwiller